# Red Monkeys
Red Monkeys is een Oostenrijks entertainmentsoftwarebedrijf dat vooral onder de naam Max Design bekend is geworden door computerspellen uit de Anno-serie, zoals Anno 1602: Creation of a New World en Anno 1503: The New World, die zij ontwikkelden in samenwerking met Sunflowers.

## Geschiedenis
Het bedrijf werd in 1992 opgericht en eind jaren 90 opgekocht door Sunflowers, maar het bleef wel bestaan als eigen ontwikkelaarsteam.

## Spellen
- 1991 - Th!nk Cross
- 1992 - 1869
- 1993 - Burntime
- 1995 - Motor City
- 1996 - Strike Base
- 1998 - Anno 1602: Creation of a New World
- 1998 - Anno 1602: New Islands, New Adventures
- 2003 - Anno 1503: The New World
- 2004 - Anno 1503: Treasures, Monsters and Pirates